# Verhnea Lanna, Karlivka
Verhnea Lanna (în ucraineană Верхня Ланна) este localitatea de reședință a comunei Verhnea Lanna din raionul Karlivka, regiunea Poltava, Ucraina.

## Demografie
Componența lingvistică a localității Verhnea Lanna
     Ucraineană (97,66%)
     Rusă (1,69%)
     Alte limbi (0,65%)
Conform recensământului din 2001, majoritatea populației localității Verhnea Lanna era vorbitoare de ucraineană (97,66%), existând în minoritate și vorbitori de rusă (1,69%).